# ジュノー交響楽団
ジュノー交響楽団（ジュノーこうきょうがくだん、英：Juneau Symphony）は、アメリカ合衆国アラスカ州ジュノーに拠点を置くセミプロフェッショナルのオーケストラ。

## 歴史
ジュノー交響楽団はクリフ・バージ（Cliff Berge）によって1962年に創設され、当初は自分で指揮をしていた。1982年、プロの音楽監督が必要になり、メル・フラッド（Mel Flood）が就任、1999年まで務めた。その後、ピーボディ音楽院出身のカイル・ワイリー・ピケット（Kyle Wiley Pickett）が後任となり、2015年からトロイ・クイン、2022年からクリストファー・コッホが音楽監督を務める。

## 音楽監督
- メル・フラッド (1982年 - 1999年)
- カイル・ワイリー・ピケット (2000年 - 2014年)
- トロイ・クイン (2015年 - 2018年)
- クリストファー・コッホ (2022年 - )